# Roger Crozier
Pour les articles homonymes, voir Crosier.
Roger Allan Crozier (né le 16 mars 1942 à Bracebridge, dans la province de l'Ontario au Canada — mort le 11 janvier 1996 à Newark dans l'état du Delaware aux États-Unis) est un joueur professionnel de hockey sur glace ayant évolué à la position de gardien de but.

## Carrière
Remplaçant Terry Sawchuk blessé, Crozier impressionne tellement qu’il dispute les quinze derniers matchs des Red Wings de Détroit en 1963-1964, causant le départ de Sawchuk vers les Maple Leafs de Toronto. Dès sa première saison complète, Crozier est élu dans la première équipe d’étoiles. En 1966, il conduit son équipe à la finale de la Coupe Stanley face aux Canadiens de Montréal. Bien qu’il ne remporte pas la coupe, Crozier devient le tout premier joueur à remporter le trophée Conn-Smythe sans avoir remporté la coupe Stanley. 
Les blessures et la maladie (au pancréas) tiennent Crozier loin de l’action par la suite, et il est échangé aux Sabres de Buffalo en 1970. Après six saisons, il passe aux Capitals de Washington, équipe avec laquelle il termine sa carrière. Par la suite, Crozier devient directeur-général des Capitals pour une courte période. À partir de 1983, Crozier occupe le poste de vice-président de la MBNA Credit Card Company jusqu'à ce qu’il meure d’un cancer en 1996. En 2000, le prix Trico est renommé en son honneur le trophée Roger-Crozier.

## Statistiques
| Saison    | Équipe                                   | Ligue |    | PJ | V  | D  | Pr/N  | Min | BC   | Moy    | % Arr | Bl | Pun |
| 1959-1960 | Teepees de Saint Catharines              | AHO   | 48 | -  | -  | -  | -     | 191 | 3,98 | -      | 1     |    |     |
| 1960-1961 | Bisons de Buffalo                        | LAH   | 3  | -  | -  | -  | -     | -   | -    | -      | -     |    |     |
| 1960-1961 | Teepees de Saint Catharines              | OHA   | 48 | -  | -  | -  | -     | 204 | 4,25 | -      | 0     |    |     |
| 1961-1962 | Bisons de Buffalo                        | LAH   | 1  | -  | -  | -  | -     | -   | -    | -      | -     |    |     |
| 1961-1962 | Thunderbirds de Sault-Sainte-Marie       | EPHL  | 3  | -  | -  | -  | -     | -   | -    | -      | -     |    |     |
| 1961-1962 | Teepees de Saint Catharines              | OHA   | 44 | -  | -  | -  | -     | 174 | 3,91 | -      | 1     |    |     |
| 1962-1963 | Bisons de Buffalo                        | LAH   | 4  | -  | -  | -  | -     | -   | -    | -      | -     |    |     |
| 1962-1963 | Braves de Syracuse Braves de Saint-Louis | EPHL  | 70 | -  | -  | -  | -     | -   | -    | -      | -     |    |     |
| 1963-1964 | Red Wings de Détroit                     | LNH   | 15 | 5  | 6  | 4  | 900   | 51  | 3,40 | 90 %   | 2     |    |     |
| 1963-1964 | Hornets de Pittsburgh                    | LAH   | 44 | -  | -  | -  | -     | -   | -    | -      | -     |    |     |
| 1964-1965 | Red Wings de Détroit                     | LNH   | 70 | 40 | 22 | 7  | 4 168 | 168 | 2,42 | 91,3 % | 6     |    |     |
| 1965-1966 | Red Wings de Détroit                     | LNH   | 64 | 27 | 24 | 12 | 3 734 | 173 | 2,78 | 90,4 % | 7     |    |     |
| 1966-1967 | Red Wings de Détroit                     | LNH   | 58 | 22 | 29 | 4  | 3 256 | 182 | 3,35 | 89,5 % | 4     |    |     |
| 1967-1968 | Red Wings de Détroit                     | LNH   | 34 | 9  | 18 | 2  | 1 729 | 95  | 3,3  | -      | 1     |    |     |
| 1967-1968 | Wings de Fort Worth                      | CPHL  | 5  | 3  | 1  | 0  | 265   | 12  | 2,49 | 90,9 % | 0     |    |     |
| 1968-1969 | Red Wings de Détroit                     | LNH   | 38 | 12 | 16 | 3  | 1 820 | 101 | 3,33 | -      | 0     |    |     |
| 1969-1970 | Red Wings de Détroit                     | LNH   | 34 | 16 | 6  | 9  | 1 877 | 83  | 2,65 | -      | 0     |    |     |
| 1970-1971 | Sabres de Buffalo                        | LNH   | 44 | 9  | 20 | 7  | 2 198 | 135 | 3,68 | 90 %   | 1     |    |     |
| 1971-1972 | Sabres de Buffalo                        | LNH   | 63 | 13 | 34 | 14 | 3 654 | 214 | 3,51 | -      | 2     |    |     |
| 1972-1973 | Sabres de Buffalo                        | LNH   | 49 | 23 | 13 | 7  | 2 633 | 121 | 2,76 | -      | 3     |    |     |
| 1973-1974 | Sabres de Buffalo                        | LNH   | 12 | 4  | 5  | 0  | 615   | 39  | 3,80 | -      | 0     |    |     |
| 1974-1975 | Sabres de Buffalo                        | LNH   | 23 | 17 | 2  | 1  | 1 260 | 55  | 2,62 | 90,4 % | 3     |    |     |
| 1975-1976 | Sabres de Buffalo                        | LNH   | 11 | 8  | 2  | 0  | 620   | 27  | 2,61 | 88,8 % | 1     |    |     |
| 1976-1977 | Capitals de Washington                   | LNH   | 3  | 1  | 0  | 0  | 103   | 2   | 1,17 | -      | 0     |    |     |

## Honneurs et trophées
- Ligue américaine de hockey :
  - Récipiendaire du trophée Harry-« Hap »-Holmes en 1964 ;
  - Récipiendaire du trophée Dudley-« Red »-Garrett en 1964.
- Ligue nationale de hockey :
  - Récipiendaire du trophée Calder en 1965 ;
  - Récipiendaire du trophée Conn-Smythe en 1966.